# فن كويتي
بدأت الحركة الفنية في الكويت في عصر النهضة الكويتي حيث زاد الاهتمام بالأدب و الفنون و بدأ التركيز على تطوير الحركة الفنية منها المسرح و السينما و التلفاز و الموسيقى و الفنون و المتاحف.

زكي طليمات أسس مركزا للدراسات المسرحية في الكويت عام 1962.

## الموسيقى
في الموسيقى، يعدّ فن الصوت هو ما يميز الموسيقى الكويتية، وهو غناء شعبي يصاحبه عادة العود والمرواس والتصفيق، وسواء كانت كلمات الأغنية بالفصحى أو اللهجة الشعبية فلا بد أن يكون هناك بيتين من الشعر العربي الفصيح في آخر الأغنية يؤديان على شكل موّال. ويستخدم أداة الصك والعود على نطاق واسع في الكويت بينما أهل البادية يستخدمون أداة الربابة، وكانت العرضة تمارس بشكل واسع بالكويت ولا زالت تمارس بأعراس الكويتيين.

## المسرح
تعدّ الحركة المسرحية الكويتية الأقدم على الصعيد الخليجي، وتعود بداياتها إلى عام 1922 عندما قدم أول عرض مسرحي كويتي ضمن احتفالات المدرسة المباركية في نهاية العام الدراسي بحضور أولياء الأمور، حيث قدم الطلبة مشهدا تمثيليا حاز على الإعجاب. ثم جاء بعد ذلك فترة خمول، تلتها فترة نشاط جراء إرسال طلبة للدراسة في الخارج ما أدى إلى إنشاء زكي طليمات لفرقة المسرح العربي في عام 1962. وفي أبريل 1964 رفع زكي طليمات مشروعاً لوكيل وزارة الشؤون الاجتماعية انذاك (حمد الرجيب)، بخصوص إيفاد بعثة مسرحية استكشافية لبعض أعضاء فرقة المسرح العربي من أجل التدريب على شؤون المسرح في مصر، ولمدة ثلاثة أشهر، وأعضاء البعثة هم: خالد النفيسي، عبد الحسين عبد الرضا، عبد الرحمن الضويحي، جعفر المؤمن، حسين الصالح، مريم الصالح، مريم الغضبان. ثم أضيف إليهم صقر الرشود وسالم الفقعان وعبد الله خريبط.

## السينما و المسلسلات

مسلسل درب الزلق من أشهر المسلسلات الكويتية.

تعد التجربة السينمائية في الكويت من التجارب المتواضعة والتي ظلت حتى سنوات قريبة غير مكترث بها حتى بدأت في السنوات الأخيرة تتطور تدريجياً. كما يعد فيلم بس يا بحر والذي أهم فيلم كويتي أنتج في فترة السبعينات. ومن ناحية أخرى، تعد الكويت رائدة في مجال المسلسلات التلفزيونية. كما أن مسلسلات مثل: درب الزلق، خالتي قماشة، رقية وسبيكة، على الدنيا السلام تعدّ واحدة من أهم الأعمال التلفزيونية في منطقة الخليج العربي.

## الفن التشكيلي
أما في مجال الفن التشكيلي، يعد المجلس الوطني للثقافة والفنون والآداب والجمعية الكويتية للفنون التشكيلية من أهم الجهات الداعمة للحركة التشكيلية في الكويت، وتعدّ الحركة التشكيلية حركة ناهضة بدأت في الخمسينيات مع أول فنان تشكيلي وهو معجب الدوسري الذي درس بكلية الفنون الجميلة في مصر، وزاد الاهتمام في الفن تشكيلي وتنوعت المدارس الفنية المختلفة وتطورت وتنحصر في مجموع توجهات فكرية مثل رسم التراث الكويتي والسريالية والانطباعية والتجريدية والأعمال المركبة. ومن الفنانين التشكيليين في الكويت أيوب حسين و سامي محمد و عبد الرسول سلمان و حميد خزعل و عبد الله القصار و بدر القطامي. ومن الجيل الحديث خالد الشطي و أسعد بوناشي وغيرهم.

## قائمة المعارض الفنية
قائمة المعارض الفنية في الكويت:
- دار الفنون [10]
- منصة الفن المعاصر [11]
- ورشة الفن الحر[12]
- معرض بوشهري[13]
- معرض (دن) (بالإنجليزية: Den Gallery)‏[14][15][16]
- ذا هاب (بالإنجليزية: The Hub)‏[17]
- معرض السلطان[18]
- معرض المشرق[19]
- معرض غدير[20]
- معرض بيت العثمان[21]
- معرض بيت البدر[22]
- معرض ضاحيه عبد الله السالم
- معرض الفن والتصميم الفني[23]
- معرض العدواني للفنون
- معرض العلاج البصري
- معرض الفنون بيكير (بالإنجليزية: Becarre Art Gallery)‏[24]
- فضاء الفنون (بالإنجليزية: Art Space)‏ [25][26]
- متحف الفن الحديث [27][28][29]
- المكان[30][31]
- مساحة 13[32]
- مركز الفنون[33]
- بيت السدو[34]
- دار الآثار الإسلامية في مركز اليرموك الثقافي.[35]
- دار السعيد
- بيت ديكسون[36]
- مانيفستو 13 (بالإنجليزية: Manifesto 13)‏ [37]
- المركز الثقافي للثقافة[38]
- استراحة ميوز (بالإنجليزية: Muse Lounge)‏[39]
- وجهة (بالإنجليزية: Wejha)‏[40]
- فن واي غاليري (بالإنجليزية: Fann Way Gallery)‏[41]
- ساحة الفنانين (كاري دارتيس)(بالفرنسية: Carré d'artistes)‏[42]
- مركز الفنون الجميلة، مركز الشيخ عبد الله السالم الثقافي[43]